# 拉巴夫
拉巴夫（法語：La Baffe，法語發音：[la baf] ⓘ）是法国大東部大區孚日省的一个市镇，属于埃皮纳勒区。

## 地理
拉巴夫（48°9'37"N, 6°34'19"E）面积9.01 平方千米，位于法国大東部大區孚日省，该省份为法国东北部内陆省份，北起默兹省和默尔特-摩泽尔省，西接上马恩省，南至上索恩省和贝尔福地区省，东临上莱茵省和下莱茵省。
与拉巴夫接壤的市镇（或旧市镇、城区）包括：阿尔谢特、艾杜瓦勒、沙尔穆瓦-德旺布吕耶尔、舍尼梅尼勒、埃皮纳勒。

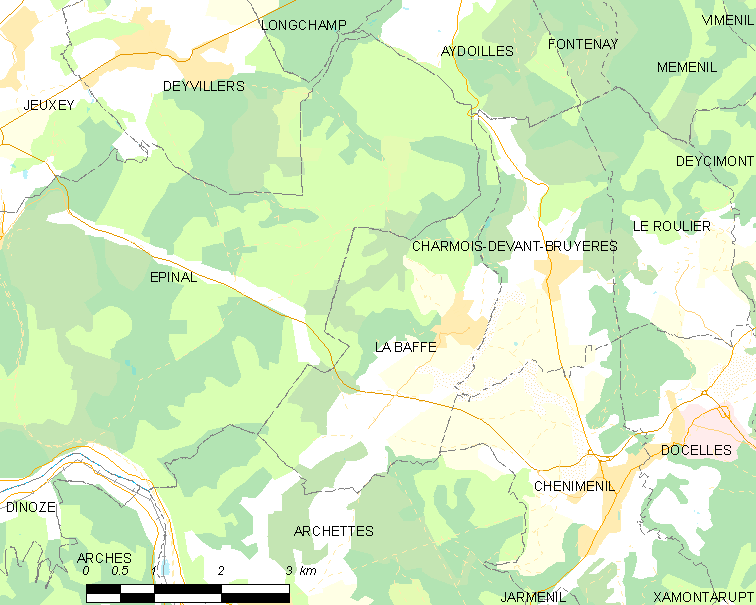
拉巴夫的OSM定位图

拉巴夫的时区为UTC+01:00、UTC+02:00（夏令时）。

## 行政
拉巴夫的邮政编码为88460，INSEE市镇编码为88028。

## 政治
拉巴夫所属的省级选区为埃皮纳勒第二县。

## 人口

1962-2008年间拉巴夫人口变化图示

拉巴夫于2022年1月1日时的人口数量为621人。